# Tanda (Niger)
Pour les articles homonymes, voir Tanda.
Tanda est une localité et une commune rurale du Niger, du département de Gaya, région de Dosso.

## Géographie
La localité de Tanda est située à 22 km au nord-ouest du chef-lieu départemental Gaya.
| Sambéra           | Yélou | Yélou  |
| Karimama ( Bénin) | Tanda | Bana   |
| Karimama ( Bénin) | Gaya  | Bengou |

## Histoire
La commune rurale de Tanda instaurée en 2002, est issue de la partie nord-ouest du canton de Gaya.

## Population
Lors du recensement général de 2012, la population communale est relevée à 49 973 habitants. La localité compte 8 098 habitants en 2012.

## Localités
La commune s'étend sur  32 villages, 88 hameaux et 12 camps à l'ouest du département de Gaya.

## Services et infrastructures
- Centre de Santé Intégré (CSI) à Tanda, Albarkazé et Sia[5].
- Collège d'enseignement général (CEG) à Tanda.
- Centre de formation des métiers (CFM) à Tanda.